# Жовтень 2022
Жовтень 2022 — десятий місяць 2022 року, що розпочався у суботу 1 жовтня та закінчиться у понеділок 31 жовтня.

## Події
- 1 жовтня — Через ураган Ян загинуло понад 20 осіб та залишилися без світла мільйони на Кубі та південному сході США[1].
Набрало чинності приєднання України до Конвенції про процедуру спільного транзиту («митний безвіз»)[2].
Трагедія на стадіоні в Індонезії: від задухи та тисняви загинуло щонайменше 170 людей
Українське військо, силами 81-ї аеромобільної бригади та батальйону ім. Кульчицького, звільнило місто Лиман Донецької області
- 2 жовтня, неділя — Український День вчителя (День працівників освіти чи День освітянина).
- 3 жовтня — Нобелівську премію з фізіології або медицини отримав Сванте Паабо[3].
- 4 жовтня — Нобелівську премію з фізики присудили Алену Аспе, Антону Цайлінґеру та Джону Клаузеру[4].
- 5 жовтня — Лауреатами Нобелівської премії хімії стали Баррі Шарплесс, Каролін Бертоцці та Мортен Мелдал[5].
- 6 жовтня — Нобелівську премію з літератури отримала Анні Ерно[6].
- 7 жовтня — Українська правозахисна організація «Центр громадянських свобод», російське товариство «Меморіал» та білорус Олесь Біляцький отримали Нобелівську премію миру
- 8 жовтня — Вибух на Кримському мосту призупинив транспортне сполучення між Росією та окупованим Кримом
Головком повітряно-космічних сил Росії Сергій Суровікін, прибічник масованих ракетних ударів, призначений командувачем об'єднаних військ РФ в Україні
- 9 жовтня — Після перемоги на Гран-прі Японії, Макс Ферстаппен став дворазовим чемпіоном світу з автоперегонів у класі Формула-1[7].
- 10 жовтня — Російські війська завдали масованого ракетного обстрілу України в містах Київ, Дніпро, Житомир, Івано-Франківськ, Львів,  Харків, Хмельницький та інших
- 11 жовтня — Ураган Джулія забрав життя понад 80 осіб у Центральній та Південній Америках[8].
- 13 жовтня — Парламентська асамблея Ради Європи ухвалила резолюції, в яких назвала Російську Федерацію терористичним режимом, а також запровадила моніторингову процедуру щодо Угорщини через погіршення ситуації з правами людини та демократією в цій країні[9].[10].
- 17 жовтня — «Золотий м'яч» отримав французький нападник мадридського «Реалу» Карім Бензема
Ульфа Крістерссона обрано прем'єр-міністром Швеції
Ланкійський письменник Шехан Карунатілака став лавреатом Букерівської премії
- 19 жовтня — Мер Дніпра Борис Філатов заявив, що відмовився від хабаря у 22 млн євро від забудовника Максима Микитася. Розпочате кримінальне провадження[11].
- 20 жовтня — Ліз Трасс подала у відставку з посади прем'єр-міністра Великої Британії[12].
- 22 жовтня — Лідер партії «Брати Італії» Джорджа Мелоні стала головою Ради міністрів Італії[13].
- 23 жовтня — Сі Цзіньпін втретє переобраний генеральним секретарем ЦК Комуністичної партії Китаю
- 25 жовтня — часткове сонячне затемнення 124 саросу, яке буде видно в Європі, на Близькому Сході, в Центральній Азії і Західному Сибіру, а також на північному сході Африки[14].
- 25 жовтня — Ріші Сунак змінив Ліз Трасс на посаді прем'єр-міністра Великої Британії
- 29 жовтня — Під час святкування Хелловіна в Сеулі внаслідок тисняви загинуло понад 150 осіб
- 30 жовтня, неділя — перехід на зимовий час.
- 30 жовтня — У другому турі виборів президента Бразилії колишній голова держави Луїз Інасіо Лула да Сілва переміг чинного президента Жаїра Болсонару